# Unni Lindell
Unni Maria Lindell (ur. 3 kwietnia 1957 w Oslo) – norweska pisarka.

## Życiorys
Przed rozpoczęciem kariery literackiej pracowała jako dziennikarka. Debiutowała w 1986 r. powieścią dla młodzieży Den grønne dagen. Opublikowała ponad 20 książek dla młodego czytelnika i kilka tomów humorystycznych opowiastek, jednak najbardziej znana jest ze swoich powieści kryminalnych. Jednym z ich bohaterów jest detektyw Cato Isaksen. W 1999 r. za książkę Drømmefangeren otrzymała Nagrodę Rivertona dla najlepszej norweskiej powieści kryminalnej. Mieszka z mężem i synami w Røyken.
W Polsce ukazał się thriller Unni Lindell Rødhette, 2004 (wyd. pol. Czerwony kapturek, przeł. M. Gołębiewska-Bijak, Książnica, Katowice 2008), a w Wydawnictwie "Czarna Owca" kryminały: Miodowa pułapka, Człowiek mroku i Słodka śmierć.